# Sun Jiajun
Dans ce nom chinois, le nom de famille, Sun, précède le nom personnel.
Pour les articles homonymes, voir Sun.
Sun Jiajun (chinois : 孙 佳俊), né le 1er août 2000 à Yichang, est un nageur chinois spécialiste des épreuves de brasse.

## Carrière sportive
Double champion de Chine en 2017, puis détenteur de quatre médailles, dont deux en or aux Jeux olympiques de la jeunesse en 2018, Sun obtient sa première sélection majeur pour les Jeux olympiques d'été de 2020 à Tokyo, participant au 100 m papillon (13e) et au relais 4 × 100 m quatre nages (8e).
Lors des championnats du monde 2023, il gagne sa première médaille chez les séniors avec le bronze obtenu au 50 m brasse, remporté par son compatriote Qin Haiyang.

## Palmarès

### Jeux olympiques
- Jeux olympiques 2024 à Paris ( France) :
  -  Médaille d'or du relais 4 × 100 m quatre nages.

### Championnats du monde

#### Grand bassin
- Championnats du monde 2023 à Fukuoka ( Japon) :
  -  Médaille d'argent du relais 4 × 100 m quatre nages (participe uniquement aux séries).
  -  Médaille de bronze du 50 m brasse.

### Jeux olympiques de la jeunesse
- Natation aux Jeux olympiques de la jeunesse d'été de 2018 à Buenos Aires ( Brésil) :
  -  Médaille d'or du relais 4 × 100 m quatre nages mixte.
  -  Médaille d'or du 100 m brasse.
  -  Médaille d'argent du 50 m brasse.
  -  Médaille d'argent du relais 4 × 100 m quatre nages.